# Raionul Nova Kahovka, Herson
Nova Kahovka (în ucraineană Каховський район, transliterat: Kahovskîi raion) este un raion în regiunea Herson, Ucraina. Are reședința la Nova Kahovka.
Se află la o altitudine de 101 m deasupra nivelului mării, cu cel mai înalt punct în Ușkalka, la 101 m. Are o suprafață de 6.289,7 km². Populația este de 224.700 locuitori, determinată în 2020.